# 十月十日の進化論
『十月十日の進化論』（とつきとおかのしんかろん）は、2015年3月28日に、WOWOWの「ドラマW」枠で放送されたテレビドラマ。主演は尾野真千子。
第7回WOWOWシナリオ大賞を受賞した栄弥生の脚本「十月十日(とつきとおか)の進化論」をドラマ化。映画監督の市井昌秀が初のテレビドラマ演出を務め、ロックバンド・サニーデイ・サービスの曽我部恵一が音楽を手がけた。

## あらすじ
東京で独身生活を送る昆虫分類学博士・小林鈴（尾野真千子）は、ある日突然勤めていた大学を解雇されてしまう。研究分野の狭さと偏屈な性格が災いしたのだ。
その夜、鈴は、訳あって同じ戸籍には入っていない実父・中村保（でんでん）が営む喫茶店で昔の恋人・安藤武（田中圭）と再会する。武は、酔いつぶれた鈴を家まで送っていくことに。果たして、2人は酔った勢いで一夜をともにし、それから約5週間後、鈴の妊娠が発覚する。

## キャスト
- 小林 鈴 - 尾野真千子

本作品の主人公、東京で独身生活を送る偏屈な性格の昆虫分類学博士。勤務していた大学を、研究テーマのスポンサリングの打ち切りを理由に解雇されてしまい、金なし、職なし、男なし状態になってしまう。
そんな時に偶然再会したモトカレと酔った勢いで一夜の行為に及び妊娠してしまう。その後の連絡を鬱陶しく思って無視していたら、妊娠していたと判り話しに行くが、既にへそを曲げていた彼に冷たくされ一人で産む決意をする。その背後には過去の事情があるのだった。アルバイトを始め、まず金の問題を解決しようとするが、そこでも衝突してしまう。
- 安藤 武 - 田中圭

鈴がドクターを取るために海外留学する以前に交際していたモトカレ。なぜ鈴が突然一方的に別れていったのか理解できないでいる。失恋して飲みに行った保の店で偶然、鈴と再会。泥酔した鈴をタクシーで送っていき、酔った勢いで行為に及んでしまう。
- 中村 保 - でんでん

鈴の自称「生物学上の父」。実際には入籍していない。実家の旅館を継ぎ、親の決めた相手と結婚することが決まっていたが、大学時代にサークルで知り合った文子と結婚しようと心に決めていた。しかし、文子が去っていき、それからは生きている実感もなく東京でカフェ兼バーを営業している。
- 小林 文子 - りりィ

鈴の母。地元の和歌山県で暮らしており、鈴に縁談話を持ちかけるなど気に掛けているが、一向に親の心配を理解しない娘に手を焼いている。別件で上京して会った時に鈴の妊娠を看破して説教するが、それも反発されて喧嘩別れになってしまう。
- 山根 冴花 - 佐藤仁美

鈴の数少ない友人。鈴の妊娠を知って心配し、シングルマザーを選ぶことに意見するが反発されて喧嘩別れしてしまう。不妊治療をしており、産婦人科で再会する。
- 北村 理恵 - 森谷文子

鈴の家の近所にある椋下昆虫館で実務全般を見ているベテラン館員。昆虫館の前に掲示したゲンゴロウのイラストが、実際にはミズスマシであるとして、鈴に書き直すようクレームされる。後に職を探してアルバイトに来た鈴と再会、鈴の専門性の高さと偏屈さに呆れ、さらに妊娠を隠して助けを求めない姿勢に怒る。
- 大久保 孝雄 - 斉木しげる

椋下昆虫館の館長。昆虫が好きと言う程度のスタッフ達の中にやってきた昆虫学博士の鈴を心配し、彼女の偏屈ぶりにもかかわらず温かく見守る。
- 寺内 幸子 - 小池里奈

椋下昆虫館でバイトすることになった鈴の先輩同僚。昆虫が好きなだけで専門知識はないが、どんな昆虫でも可愛らしくイラストに描いて見せるのが特技。鈴のことを最初は手に負えないと思っていたが、妊娠のことを知ってから徐々に態度を軟化させていく。
- 相田 政子 - 佐々木すみ江

和歌山で出産することになった鈴を見るベテラン助産師。実は、母の文子の出産も見たことがあり、二人の共通点を指摘し厳しいアドヴァイスを贈る。
- 山岸 - 嶋田久作

切迫早産の危機で救急で運び込まれた鈴を見た大学病院の医師。鈴にアルバイトを辞めて、実家に帰って出産することを薦める。
- 教授 - 志賀廣太郎

鈴が勤務していた大学の教授。鈴に大学でのモラトリアム的なポストを提供していたのは親心だったようだが、そのことを理解しない鈴に解雇を通達して逆に切れられてしまう。

## スタッフ
- プロデューサー - 植田春菜、角田朝雄
- 監督 - 市井昌秀
- 脚本 - 栄弥生
- アニメーション - 加藤隆
- 音楽 - 曽我部恵一
- 昆虫監修 - 佐々木洋

## 受賞
- 第52回ギャラクシー賞 テレビ部門 奨励賞[2]
- 平成27年日本民間放送連盟賞 テレビドラマ部門 優秀賞[3]
- 東京ドラマアウォード2015 単発ドラマ部門・優秀賞[4]